# Adel Lamy
Adel Lamy Mohamed (arab.: عادل لامي, ur. 13 listopada 1985) – katarski piłkarz, kuwejckiego pochodzenia, występujący na pozycji pomocnika w klubie Umm-Salal.

## Kariera piłkarska
Adel Lamy jest wychowankiem klubu Al-Rajjan. W seniorach tej drużyny zadebiutował w 2004 roku. W sumie przebywał tu przez 5 sezonów, zaś w 6 odszedł po rundzie wiosennej do zespołu Umm-Salal.
Zawodnik ten jest także wielokrotnym reprezentantem Kataru. W drużynie narodowej zadebiutował w 2005 roku. Do tej pory strzelił 2 bramki. Został również powołany na Puchar Azji 2007, gdzie jego drużyna zajęła ostatnie miejsce w grupie. On sam wystąpił we wszystkich meczach tej fazy rozgrywek: z Japonią (1:1), Wietnamem (1:1) i Zjednoczonymi Emiratami Arabskimi (1:2).